# Niuchang, Weng'an
Niuchang (kinesiska: 牛场, 牛场乡) är en socken i Kina. Den ligger i provinsen Guizhou, i den sydvästra delen av landet, omkring 110 kilometer nordost om provinshuvudstaden Guiyang. Antalet invånare är 26637. Befolkningen består av 12 790 kvinnor och 13 847 män. Barn under 15 år utgör 31 %, vuxna 15-64 år 60 %, och äldre över 65 år 8,0 %.